# 歯肉
歯肉（しにく、はにく）は、口腔粘膜の一部で、歯周組織の一つ。歯の歯根および歯槽骨を囲む。歯槽骨を覆い始める部分より根尖側は歯槽粘膜であり、その境を歯肉歯槽粘膜境という。
健康で正常な歯肉は、ピンク色ないし淡赤色を取り、歯にしっかりとつく。また、付着歯肉や乳頭歯肉の表面にはスティップリング (stippling) と呼ばれる小窩が存在する。
不適切ないし不十分な口腔衛生環境においては、単純性歯肉炎などの歯周病を引き起こす。

## 種類

### 付着歯肉
歯肉の大部分を占める不動な部分。歯肉繊維によってセメント質や歯槽骨に結合している。

### 歯間乳頭
歯と歯の間の部分の歯肉。乳頭歯肉ともいう。ここのマッサージが歯周病予防の上で大変重要になる。具体的には、歯間ブラシの習慣が歯周病の予防に役立つ。

### 遊離歯肉
歯頸部の周りを囲み、歯肉溝を形成する。